# Championnat de France de football de National 2
Pour les articles homonymes, voir CFA, Nationale 2 et N2.
Le Championnat de France de football de National 2, simplifié en National 2 ou N2 (et anciennement connu sous le nom de Championnat de France amateur de football ou CFA), est une compétition française de football qui est l'équivalent d'une quatrième division, derrière la Ligue 1, la Ligue 2 et le National.

## Histoire
Le championnat National 2 est créé en 1993 à la suite de la réforme des compétitions. Il adopte par la suite le nom de championnat de France amateur (CFA) entre 1998 et 2017, avant de retrouver le nom de National 2 à partir de 2017.
Le terme « amateur » qui figure dans le titre entre 1998 et 2017 ne doit pas être pris au premier degré. La majorité des joueurs de National 2 pratiquent le football à plein temps et sont légalement rétribués pour cela via un contrat fédéral. Le contrat fédéral n'est pas obligatoire et il existe une grande disparité entre les clubs. Il est conditionné au statut du joueur fédéral de la FFF qui a été modifié en juin 2024.
De 1994 à 1997, un tournoi final sacre un champion de France amateur. De 1998 à 2000, les clubs amateurs et les réserves professionnelles s'opposent dans deux tournois finaux distincts sacrant un champion de France amateur et un champion de France des équipes réserves. Depuis la saison 2000-2001, le tournoi final des clubs amateurs n'a plus lieu et le champion désigné est la meilleure des quatre formations amateurs promues en National sur la base de leurs résultats particuliers (nombre de points pris contre les cinq clubs les mieux classés du groupe). Le tournoi final des réserves professionnelles est supprimé après l'édition de 2011. Ce système est abandonné en 2024 au profit d'un départage basé sur le rapport entre le nombre de points obtenus et le nombre de rencontres jouées.
Le championnat rassemble en moyenne 800 à 1 000 spectateurs par match. Cette moyenne est affectée négativement par les très maigres affluences enregistrées à l'occasion des matchs à domicile des réserves professionnelles. Le record d'affluence est de 20 044 spectateurs, pour la rencontre opposant le RC Strasbourg au FC Mulhouse, le 6 avril 2013 dans le stade de la Meinau. Par ailleurs, lors de cette saison (2012-2013), le Racing Club de Strasbourg Alsace obtient une moyenne de 8 532 spectateurs par match en moyenne à domicile, ce qui la plaça au 26e rang français des meilleures affluences.
En raison de repêchages de dernière minute, les groupes peuvent comporter un nombre impair d'équipes. Pour la saison 2009-2010, le groupe A compte 19 clubs (au lieu de 18), en raison de la réintégration du Besançon RC, initialement rétrogradé en CFA 2 par la DNCG. Pour la saison 2011-2012, le groupe B compte 17 clubs (au lieu de 18), en raison de la relégation volontaire du RC Strasbourg en CFA 2.
Afin d'accroître la compétitivité globale du National 2, une réforme du championnat est entamée à partir de la saison 2023-2024 afin de passer à un championnat à trois groupes de seize équipes à partir de la saison 2024-2025. Cette élévation du niveau s'est traduite par une disparition progressive des équipes réserves professionnelles : en 2022-2023, on dénombrait dix équipes réserves professionnelles réparties entre les différents groupes du National 2 avant de passer à cinq équipes en 2023-2024 puis à zéro équipe en 2024-2025. Face à ce constat, le projet de créer un championnat des réserves professionnelles a été avancé par Bernard Joannin, président de l'Amiens SC.

## Identité visuelle

Logo jusqu'en 2014.
Logo de 2014 à 2017.
Logo depuis 2017.

## Déroulement actuel
Le championnat de France de National 2 est actuellement composé de trois groupes de 16 équipes, soit 48 au total. Compétition ouverte aux meilleures équipes réserves des clubs professionnels, seuls les clubs amateurs sont en course pour la promotion en National (troisième division). Les trois clubs amateurs terminant premiers de leur groupe (ou premiers des clubs amateurs si une ou plusieurs réserves professionnelles les devancent) sont promus en National ; les trois derniers du National les remplacent.
Depuis la saison 2016-2017, l'attribution des points évolue et se fait de manière analogue aux niveaux supérieurs : 3 points pour une victoire, 1 pour un match nul et aucun pour une défaite. Dans certains cas, rares, les clubs sont pénalisés par les instances disciplinaires et se voient retirer un ou plusieurs points. Un point est également déduit en cas de forfait. Ce système de points est en vigueur pour tous les championnats en France à partir de la National 3, la division située juste en dessous. En effet, avant cette saison, on attribuait 4 points pour une victoire, 2 pour un match nul et 1 pour une défaite. Aucun point n'était cependant attribué en cas de forfait. Ce système de points était également en vigueur en CFA 2, en Ligues régionales et en districts.
Le titre de champion de France de National 2 est attribué à l'équipe ayant obtenu le meilleur classement parmi les premières de chaque groupe. Ce classement est établi selon le critère du rapport entre le nombre de points obtenus et le nombre de rencontres jouées.

## Palmarès
Entre 1998 et 2011, la FFF décerne deux titres : le meilleur club amateur et la meilleure réserve professionnelle.

### Palmarès par groupe
| Saison    | Groupe A                                                  | Groupe B                                                  | Groupe C                                                  | Groupe D                                                  |
| --------- | --------------------------------------------------------- | --------------------------------------------------------- | --------------------------------------------------------- | --------------------------------------------------------- |
| 1993-1994 | FCSR Haguenau                                             | AS Monaco rés.                                            | Stade poitevin PEPP                                       | AJ Auxerre rés.                                           |
| 1994-1995 | ES Wasquehal                                              | AS Cannes rés.                                            | AJ Auxerre rés.                                           | SM Caen rés.                                              |
| 1995-1996 | US Lusitanos Saint-Maur                                   | Stade montois                                             | AJ Auxerre rés.                                           | FC Bourges                                                |
| 1996-1997 | FC Metz rés.                                              | AC Ajaccio                                                | Olympique lyonnais rés.                                   | AJ Auxerre rés.                                           |
| 1997-1998 | Valenciennes FC                                           | Olympique lyonnais rés.                                   | Pau FC                                                    | AJ Auxerre rés.                                           |
| 1998-1999 | AJ Auxerre rés.                                           | Grenoble Foot 38                                          | Clermont Foot                                             | AS Évry                                                   |
| 1999-2000 | AJ Auxerre rés.                                           | Olympique lyonnais rés.                                   | La Roche VF                                               | Stade brestois 29                                         |
| 2000-2001 | US Boulogne CO                                            | FC Sète 34                                                | AS Angoulême                                              | US Lusitanos Saint-Maur                                   |
| 2001-2002 | Lille OSC rés.                                            | Olympique de Marseille rés.                               | SO Romorantin                                             | AJ Auxerre rés.                                           |
| 2002-2003 | Paris Saint-Germain rés.                                  | ES Troyes AC rés.                                         | Olympique lyonnais rés.                                   | FC Libourne                                               |
| 2003-2004 | AJ Auxerre rés.                                           | Olympique lyonnais rés.                                   | Aviron bayonnais FC                                       | RC Paris                                                  |
| 2004-2005 | US Boulogne CO                                            | CS Louhans-Cuiseaux                                       | SC Toulon                                                 | Vannes OC                                                 |
| 2005-2006 | AS Beauvais                                               | FC Martigues                                              | AS Yzeure                                                 | Paris FC                                                  |
| 2006-2007 | Calais RUFC                                               | AC Arles                                                  | Rodez AF                                                  | Villemomble Sports                                        |
| 2007-2008 | Pacy VEF                                                  | Olympique Croix de Savoie 74                              | SO Cassis Carnoux                                         | Girondins de Bordeaux rés.                                |
| 2008-2009 | Besançon RC                                               | Hyères FC                                                 | US Luzenac                                                | FC Rouen 1899                                             |
| 2009-2010 | SR Colmar                                                 | Gap HAFC                                                  | Chamois niortais FC                                       | US Orléans                                                |
| 2010-2011 | US Quevilly                                               | Besançon RC                                               | GFC Ajaccio                                               | Le Poiré-sur-Vie VF                                       |
| 2011-2012 | CA Bastia                                                 | Olympique lyonnais rés.                                   | ES Uzès-Pont-du-Gard                                      | USJA Carquefou                                            |
| 2012-2013 | USL Dunkerque                                             | RC Strasbourg                                             | US Colomiers                                              | Luçon VF                                                  |
| 2013-2014 | FC Chambly                                                | SA Spinalien                                              | GS Consolat                                               | US Avranches                                              |
| 2014-2015 | CS Sedan Ardennes                                         | ASM Belfort                                               | AS Béziers                                                | FC Lorient rés.                                           |
| 2015-2016 | US Quevilly-Rouen Métropole                               | AS Lyon-Duchère                                           | Pau FC                                                    | US Concarneau                                             |
| 2016-2017 | Stade rennais FC rés.                                     | Entente SSG                                               | Grenoble Foot 38                                          | Rodez AF                                                  |
| 2017-2018 | Marignane Gignac FC                                       | FC Villefranche Beaujolais                                | JA Drancy                                                 | Le Mans FC                                                |
| 2018-2019 | SC Toulon                                                 | Le Puy Foot 43                                            | FC Nantes rés.                                            | US Créteil-Lusitanos                                      |
| 2019-2020 | SC Bastia                                                 | Stade briochin                                            | FC Sète 34                                                | FC Annecy                                                 |
| 2020-2021 | Compétition annulée en raison de la pandémie de Covid-19. | Compétition annulée en raison de la pandémie de Covid-19. | Compétition annulée en raison de la pandémie de Covid-19. | Compétition annulée en raison de la pandémie de Covid-19. |
| 2021-2022 | FC Versailles 78                                          | Paris 13 Atletico                                         | FC Martigues                                              | Le Puy Foot 43                                            |
| 2022-2023 | FC Rouen 1899                                             | SA Spinalien                                              | Marignane GCB FC                                          | GOAL FC                                                   |
| 2023-2024 | Aubagne FC                                                | Paris 13 Atletico                                         | US Boulogne CO                                            | Football Bourg-en-Bresse                                  |

| Saison    | Groupe A       | Groupe B       | Groupe C     |
| --------- | -------------- | -------------- | ------------ |
| 2024-2025 | Le Puy Foot 43 | Stade briochin | FC Fleury 91 |
| 2025-2026 |                |                |              |

Légende

### Palmarès des réserves professionnelles
| Saison    | Champion                    | Vice-champion               |
| --------- | --------------------------- | --------------------------- |
| 1997-1998 | Olympique lyonnais rés.     | AJ Auxerre rés.             |
| 1998-1999 | AJ Auxerre rés.             |                             |
| 1999-2000 | Le Havre AC rés.            | Toulouse FC rés.            |
| 2000-2001 | Olympique lyonnais rés.     | RC Lens rés.                |
| 2001-2002 | Olympique de Marseille rés. | Lille OSC rés.              |
| 2002-2003 | Olympique lyonnais rés.     | ES Troyes AC rés.           |
| 2003-2004 | Stade rennais FC rés.       | AS Monaco rés.              |
| 2004-2005 | Titre non attribué          | Titre non attribué          |
| 2005-2006 | Olympique lyonnais rés.     | Stade rennais FC rés.       |
| 2006-2007 | Stade rennais FC rés.       | Olympique lyonnais rés.     |
| 2007-2008 | AS Monaco rés.              | Lille OSC rés.              |
| 2008-2009 | Olympique lyonnais rés.     | FC Sochaux-Montbéliard rés. |
| 2009-2010 | Olympique lyonnais rés.     | Le Havre AC rés.            |
| 2010-2011 | Olympique lyonnais rés.     | Le Mans FC rés.             |

## Statistiques

### Records
- 9 fois : le record de nombre de vainqueur de groupe (réserve de l'AJ Auxerre)
- 28 victoires : le plus grand nombre de victoires obtenues sur une saison (réserve de l'AJ Auxerre en 1994)
- 7 points : le plus petit nombre de points obtenus par le RC Fontainebleau (dernier du groupe D en 1997)
- 29 défaites : le plus grand nombre de défaites obtenues sur une saison (RC Fontainebleau en 1997)
- 20 044 spectateurs : la plus grande affluence lors d'un match de quatrième division française (RC Strasbourg face au FC Mulhouse en 2013[5])

### Meilleurs buteurs
| Saison    | Buteur                              | Buts | Club                              |
| --------- | ----------------------------------- | ---- | --------------------------------- |
| 2004-2005 | Jawad El Hajri                      | 25   | US Boulogne                       |
| 2005-2006 | Ahmed Tangeaoui                     | 24   | AS Beauvais                       |
| 2006-2007 | Amadou Diagouraga Kassi Ouédraogo   | 22   | Sainte-Geneviève Sports CA Bastia |
| 2007-2008 | Hakim Elouaari                      | 19   | Les Genêts d'Anglet               |
| 2008-2009 | Romain Armand                       | 25   | Montpellier HSC rés.              |
| 2009-2010 | Frédéric Marques                    | 26   | CSO Amnéville                     |
| 2010-2011 | Seydou Koné                         | 22   | Pau FC                            |
| 2011-2012 | Stéphane Boulila                    | 28   | FCM Aubervilliers                 |
| 2012-2013 | Pape N'Diassé Sarr                  | 19   | Trélissac FC                      |
| 2013-2014 | Romain Chouleur                     | 19   | SAS Épinal                        |
| 2014-2015 | Rémi Laurent                        | 20   | AS Vitré                          |
| 2015-2016 | Damien Mayenga                      | 20   | US Roye                           |
| 2016-2017 | Patrick Etshimi                     | 21   | Entente SSG                       |
| 2017-2018 | Alexandre Ramalingom Vincent Créhin | 19   | Marignane Gignac FC Le Mans FC    |
| 2018-2019 | Pape Ibnou Ba                       | 27   | Athlético Marseille               |
| 2019-2020 | Geoffray Durbant                    | 15   | CS Sedan Ardennes                 |
| 2021-2022 | Anthony Petrilli                    | 23   | FC Fleury                         |
| 2022-2023 | Dame Gueye                          | 24   | RC Grasse                         |
| 2023-2024 | Florent Stevance                    | 17   | Olympique Saint-Quentin           |
| 2024-2025 | Abdoulaye Diallo                    | 23   | Sporting Toulon Var               |